# Gloria Koussihouede
M. Gloria Koussihouede, đôi khi được liệt kê trong kết quả là "M. Koussihouede", (sinh ngày 4 tháng 4 năm 1989, tại Porto-Novo, Bénin)  là một vận động viên bơi lội từ Bénin. Cô đã bơi tại Thế vận hội 2004 và 2008.

## Kết quả
- Thế vận hội 2004: Phụ nữ 100 miễn phí, 1: 30,90 (lần thứ 50)
- Giải vô địch thế giới năm 2007: Phụ nữ 50 miễn phí, không biết bơi.
- Thế vận hội 2008: Phụ nữ 50 miễn phí, 37,09 (thứ 87)